# Murs (rappeur)
Pour les articles homonymes, voir Nick Carter, Carter et Murs.
Murs, de son vrai nom Nick Carter, né le 16 mars 1978 à Los Angeles en Californie, est un rappeur américain. Son nom de scène est un acronyme de plusieurs noms qu'il a lui-même créés parmi lesquels Making the Universe Recognize and Submit, Making Underground Raw Shit ou encore My Ultimate Rare Sit-down. Murs est un ancien membre de groupes de hip-hop comme Living Legends avec Luckyiam, Sunspot Jonz, The Grouch, Scarub, Eligh, Aesop, Bicasso et Arata, et membre actuel des 3 Melancholy Gypsys avec Scarub et Eligh, Felt avec Slug et Melrose avec Terrace Martin. Il est également chanteur des groupes The Invincibles et Whole Wheat Bread.

## Biographie
Murs est né le 16 mars 1978 à Los Angeles en Californie. Il publie son premier single en 1993, extrait d'un album auto-produit du groupe 3 Melancholy Gypsys. Le groupe se rapproche des Mystik Journeymen et en 1996, avec le duo The Grouch, ils forment le collectif Living Legends. Murs est également crédité comme rappeur sur plus de vingt albums, EPs et singles sur une période de sept ans avec les groupes 3 Melancholy Gypsys et Living Legends. 
Son premier album solo, F'Real, est publié en 1997.  Depuis 2004, Murs collabore régulièrement avec le producteur 9th Wonder. Ils ont réalisé ensemble cinq albums : Murs 3:16: The 9th Edition (2004), Murray's Revenge (2006), Sweet Lord (2008), Fornever (2010) et The Final Adventure (2012).
Murs publie Varsity Blues 2, la suite de son EP Varsity Blues, produit par Aesop Rock, Terrace Martin et Droop-E en 2011. Il publie aussi This Generation, un album collaboratif avec Fashawn, en 2012. Murs est invité par Sacha Jenkins à se joindre au groupe The White Mandingos, une collaboration entre Jenkins et le bassiste des Bad Brains Daryl Jenifer. Ils publient leur premier album, The Ghetto is Tryna Kill Me, le 11 juin 2013 sur le label Fat Beats.
Le 7 février 2014, Tech N9ne annonce la signature de Murs sur le label Strange Music.
Entre le 12 et le 13 octobre 2016, Murs bat le record du monde du plus long freestyle en rappant pendant 24h. La prestation est retransmise en direct sur Youtube.

## Vie privée
Murs et son épouse Kate sont parents de deux enfants adoptés. Il défend les droits homosexuels ; la vidéo de sa chanson Animal Style présente deux hommes qui s'embrassent,.

## Discographie

### Albums studio
- 1997 : F'Real
- 1999 : Good Music
- 2000 : Murs Rules the World
- 2002 : Murs Is My Best Friend
- 2003 : The End of the Beginning
- 2008 : Murs for President
- 2011 : Love and Rockets, Volume 1: The Transformation
- 2012 : Yumiko: Curse of the Merch Girl
- 2015 : Have a Nice Life[17]
- 2017 :  Captain California

### Albums collaboratifs
- 2001 : Pals (avec The Netherworlds)
- 2004 : Murs 3:16: The 9th Edition (avec 9th Wonder)
- 2006 : Murray's Revenge (avec 9th Wonder)
- 2008 : Sweet Lord (avec 9th Wonder)
- 2010 : Fornever (avec 9th Wonder)
- 2011 : Murs and Terrace Martin are Melrose (avec Terrace Martin)
- 2012 : The Final Adventure (avec 9th Wonder)
- 2012 : This Generation (avec Fashawn)
- 2014 : ¡MursDay! (avec ¡Mayday!)
- 2015  : Brighter Daze[18] (avec 9th Wonder)

### Compilation
- 2008 : Murs 3:16 Presents... Murs and the Misadventures of the Nova Express

### Mixtape
- 2011 : Mursworld 2011 Winter/Spring